# Huvudlik svampklubba
Huvudlik svampklubba (Elaphocordyceps capitata) är en svampart som först beskrevs av Theodor Holmskjold, och fick sitt nu gällande namn av G.H. Sung, J.M. Sung & Spatafora 2007. Huvudlik svampklubba ingår i släktet Elaphocordyceps och familjen Ophiocordycipitaceae.  Arten är reproducerande i Sverige. Inga underarter finns listade i Catalogue of Life.

## Bildgalleri

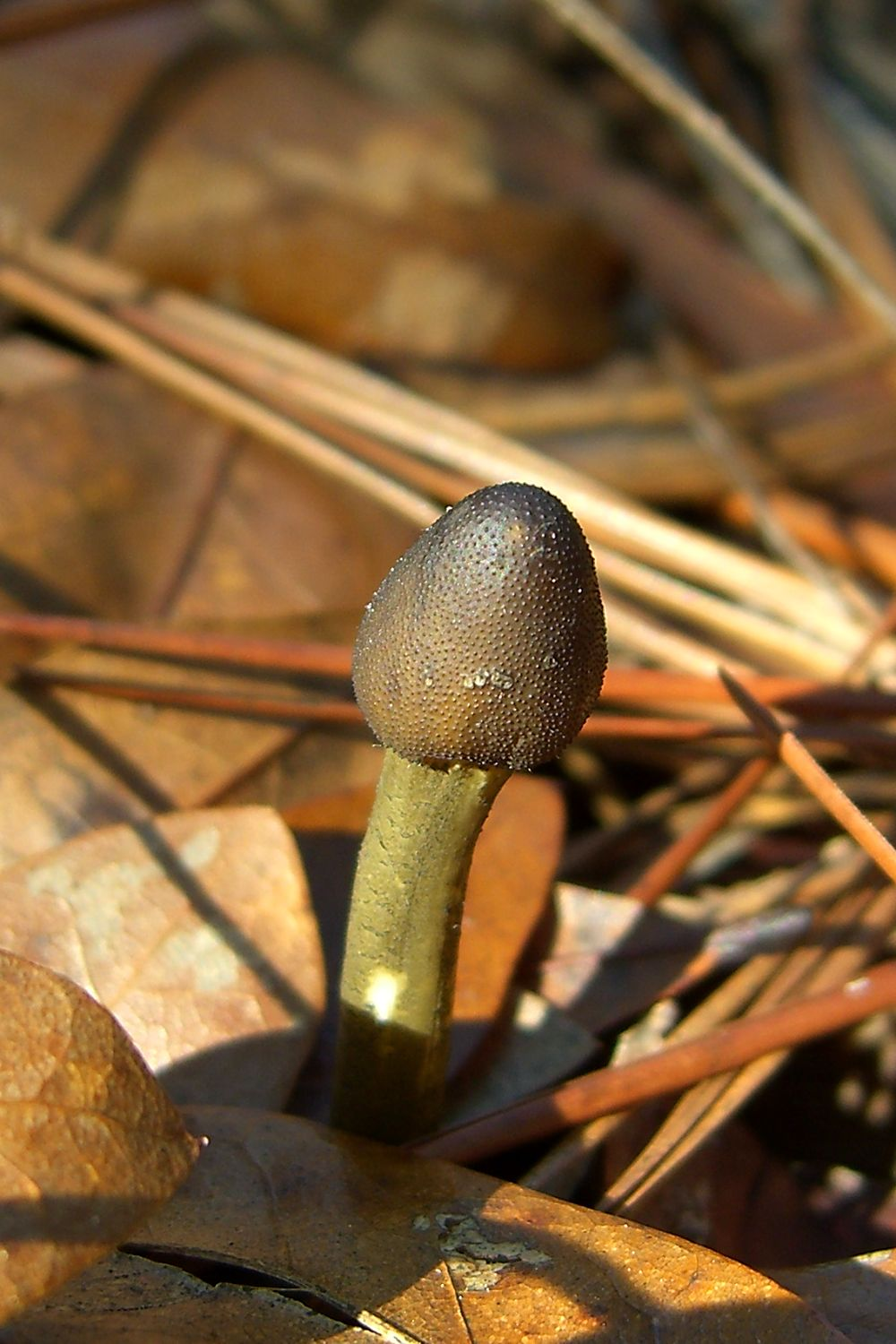